# 遊び屋
遊び屋（あそびや）は、フリーの日本のお笑いコンビ。

## メンバー
- 洋平（ようへい、本名：加藤 洋平（かとう ようへい）、1980年7月26日 - ）ボケ担当

東京都調布市出身、身長170cm、体重72kg、血液型O型
- カミムラ カズヤ（かみむら かずや、本名：上村 和也（かみむら かずや）、1981年1月8日 - ）ツッコミ担当

東京都調布市出身、身長172cm、体重72kg、血液型B型

## 略歴
2003年5月に結成。ワタナベコメディスクール2期生出身である。フリーとして活動していたが、2008年8月よりマセキ芸能社所属。
2012年5月1日、公式ブログで2012年4月にマセキ芸能社を退社したことを発表した。その後はフリーを経てSMA NEET Projectへ所属し、現在は再びフリーで活動。

## 出演番組

### テレビ
- 「爆笑レッドシアター」（フジテレビ） 「ホワイトシアター」のコーナー
- 「爽快!遺産登録」（東京ベイネットワーク）
- 「爆笑トライアウト」（NHK総合）

会場審査は245TP（9位）、視聴者帳票は149票（10位）。
- 「クズメン撲滅委員会」（TBS)（再現ドラマ、浜田ブリトニーの元彼役 2010年4月13日）（洋平のみ)
- 「人志松本の○○な話」（フジテレビ）（決めてほしい話 2010年11月5日）（洋平のみ）
- 「桐野澪の夜更かししよ♪時々ダンディー菊地」（あっ!とおどろく放送局、2011年1月14日、2月11日、3月25日）
- 「エムPの勝手チャンネル」（あっ!とおどろく放送局、2011年1月14日、2月11日、3月25日）
- 「はなこちゃんねる」（あっ!とおどろく放送局、2011年4月5日-9月27日）
- 「月宮みゆう+遊び屋の水曜日まであと1時間!」（あっ!とおどろく放送局、2011年10月4日-2012年3月27日）
- 「月宮みゆう+遊び屋の日曜日までだいぶ先!」（あっ!とおどろく放送局、2012年4月6日-6月22日）

### ラジオ
- あびら屋→ぐらび屋（レインボータウンエフエム放送）

### ライブ
- 定例ライブ「パンキッシュガーデン」

## 賞レースでの戦績
- M-1グランプリ
  - 2015年1回戦敗退
  - 2016年2回戦敗退
  - 2017年2回戦敗退
  - 2018年2回戦敗退
  - 2019年2回戦敗退
  - 2020年2回戦敗退
  - 2021年1回戦敗退[3]
- THE SECOND 〜漫才トーナメント〜
  - 2023年選考会敗退[4]
  - 2024年選考会敗退[5]